# Dekanat Milówka
Dekanat Milówka – jeden z 23 dekanatów katolickich wchodzących w skład diecezji bielsko-żywieckiej, w którego skład wchodzi 10 parafii.

## Przełożeni
- Dziekan: ks. Krzysztof Żak
- Wicedziekan: ks. Jan Kurdas
- Duszpasterz Służby Liturgicznej: ks. Sebastian Fajfer
- Dekanalny Wizytator Katechizacji: ks. Stanisław Lubaszka
- Dekanalny Duszpasterz Rodzin: ks. Stanisław Joneczko
- Dekanalny Duszpasterz Młodzieży: ks. Krzysztof Sordyl

## Parafie
- Kamesznica: Parafia Najświętszego Imienia Maryi
- Kiczora i Nieledwia: Parafia Matki Bożej Częstochowskiej i św. Floriana
- Laliki: Parafia Zesłania Ducha Świętego
- Milówka: Parafia Wniebowzięcia NMP
- Rajcza: Parafia Św. Wawrzyńca DM i Św. Kazimierza Królewicza
- Rycerka Górna: Parafia NMP Nieustającej Pomocy
- Soblówka: Parafia Niepokalanego Serca NMP
- Sól: Parafia Najświętszego Serca Pana Jezusa
- Ujsoły: Parafia Świętego Józefa
- Zwardoń: Parafia Nawiedzenia NMP

## Kościoły

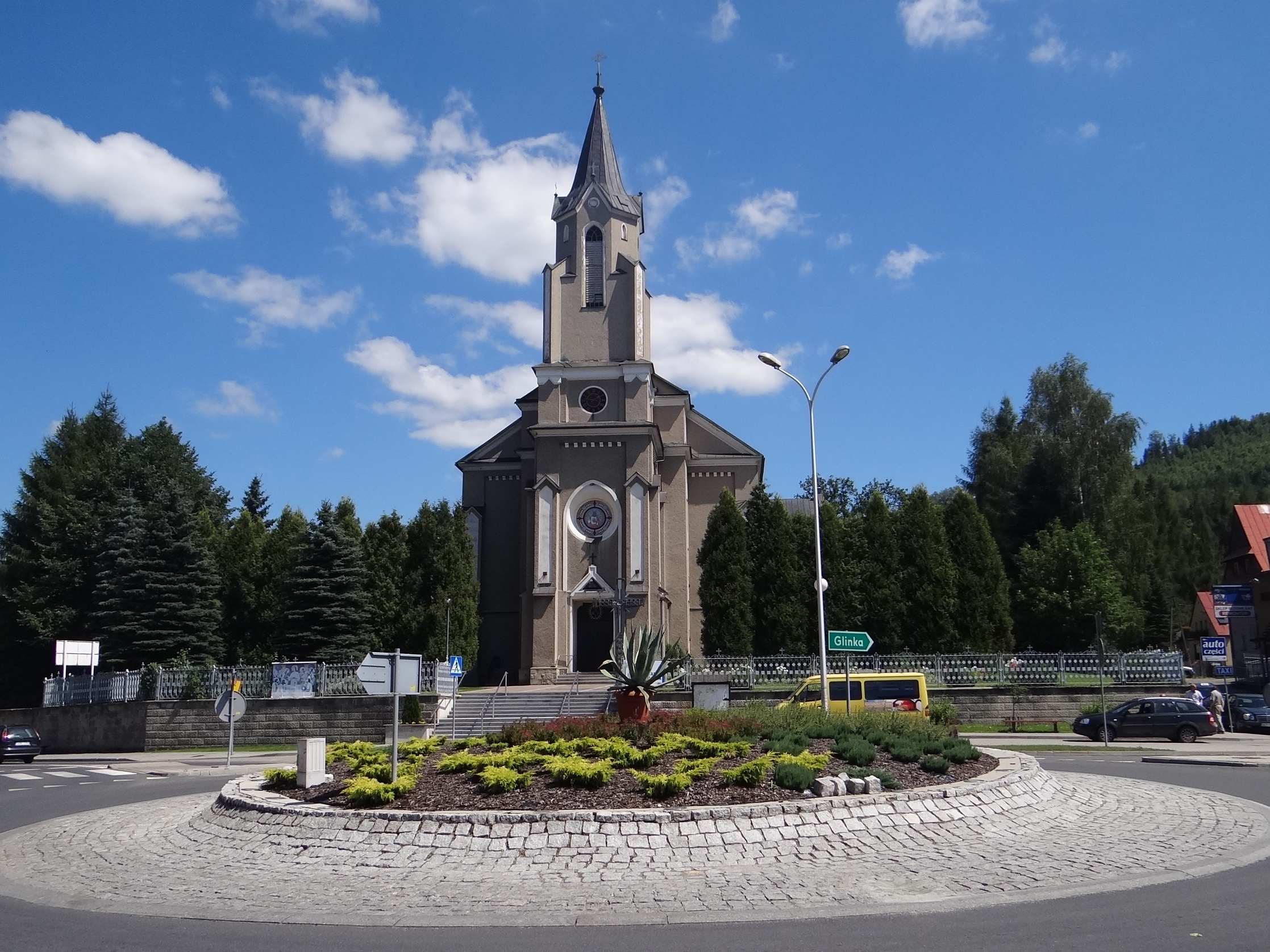
Kościół śś. Wawrzyńca i Kazimierza (Rajcza)
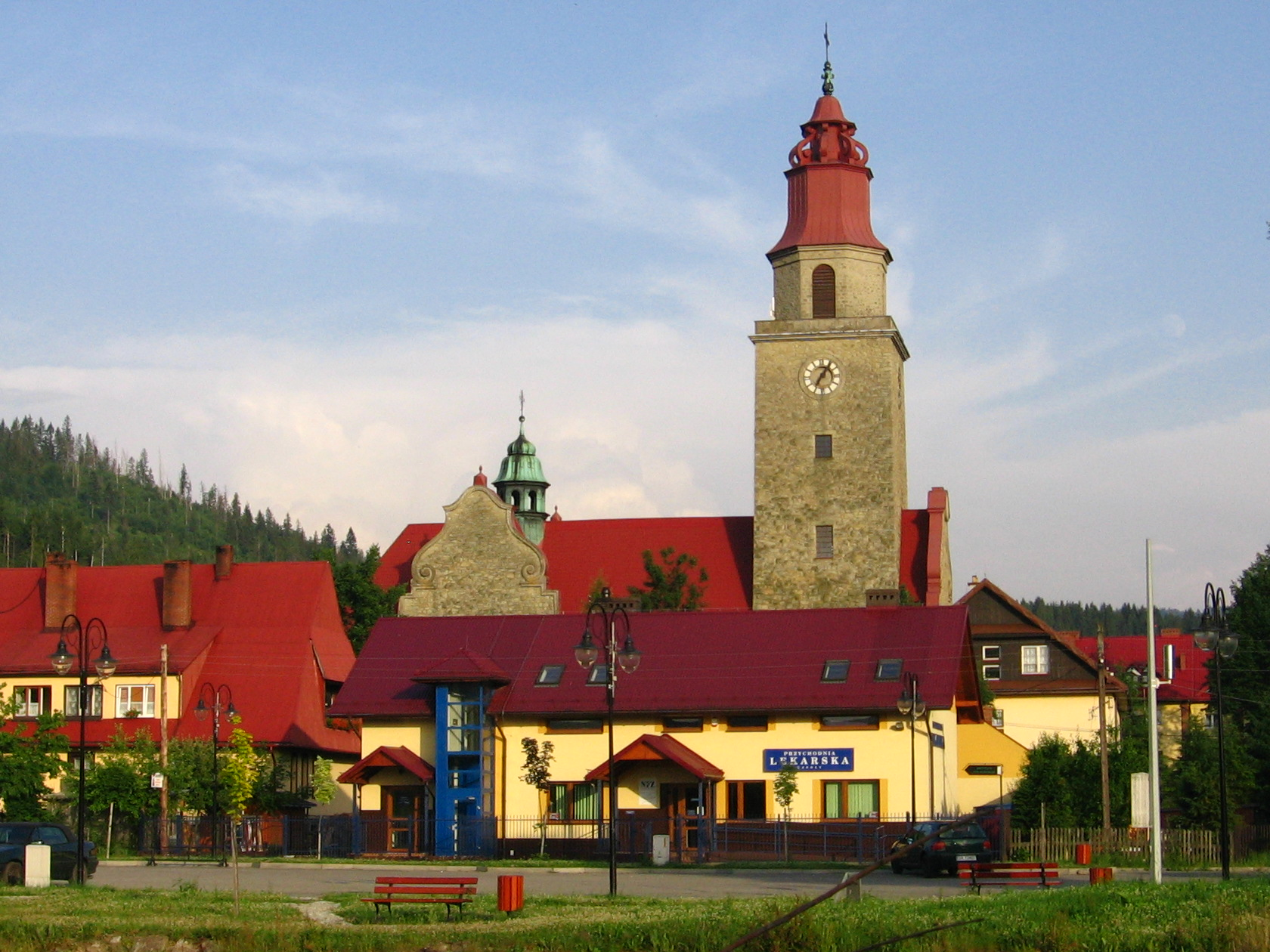
Kościół św. Józefa Robotnika (Ujsoły)
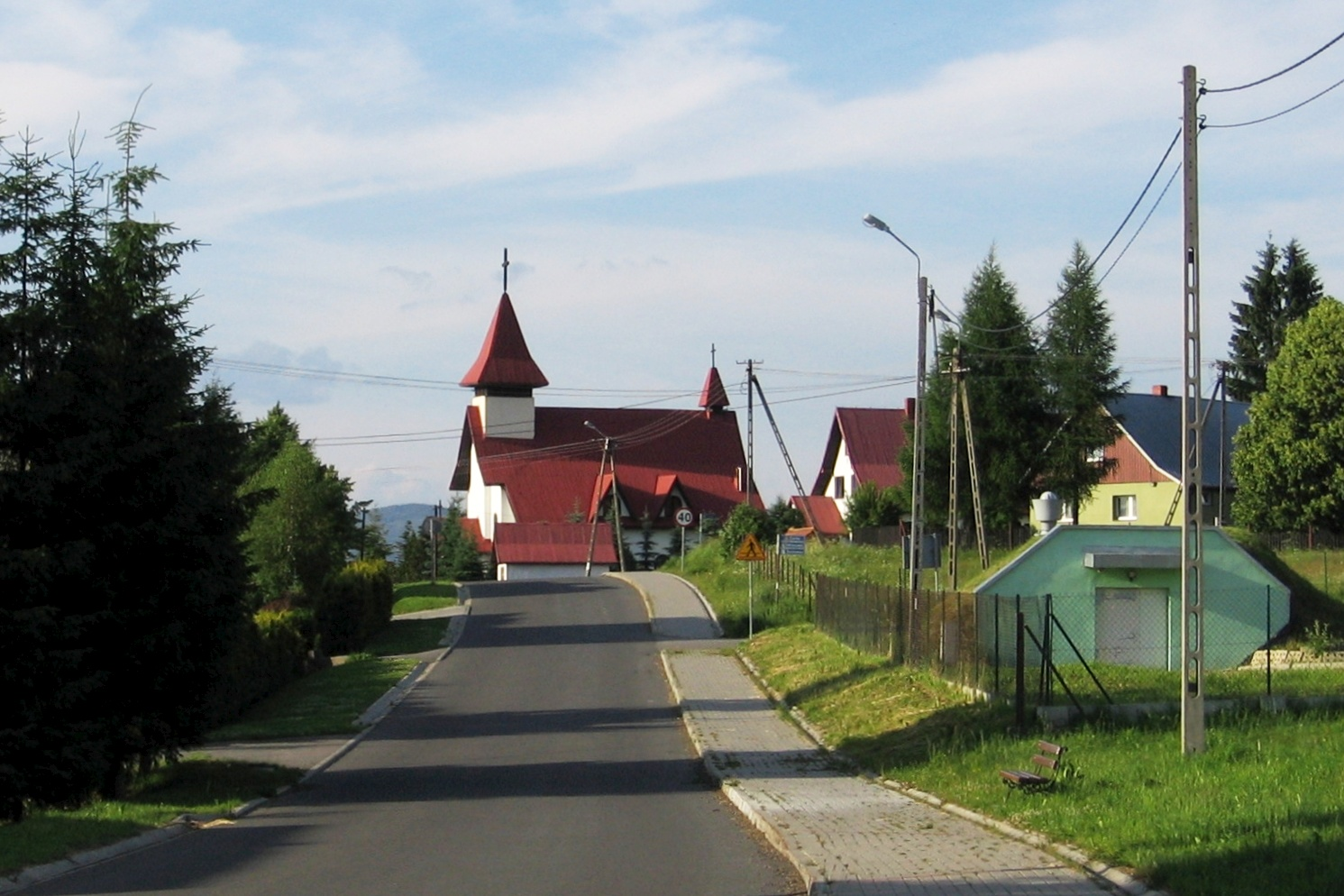
Kościół Zesłania Ducha Świętego (Laliki)
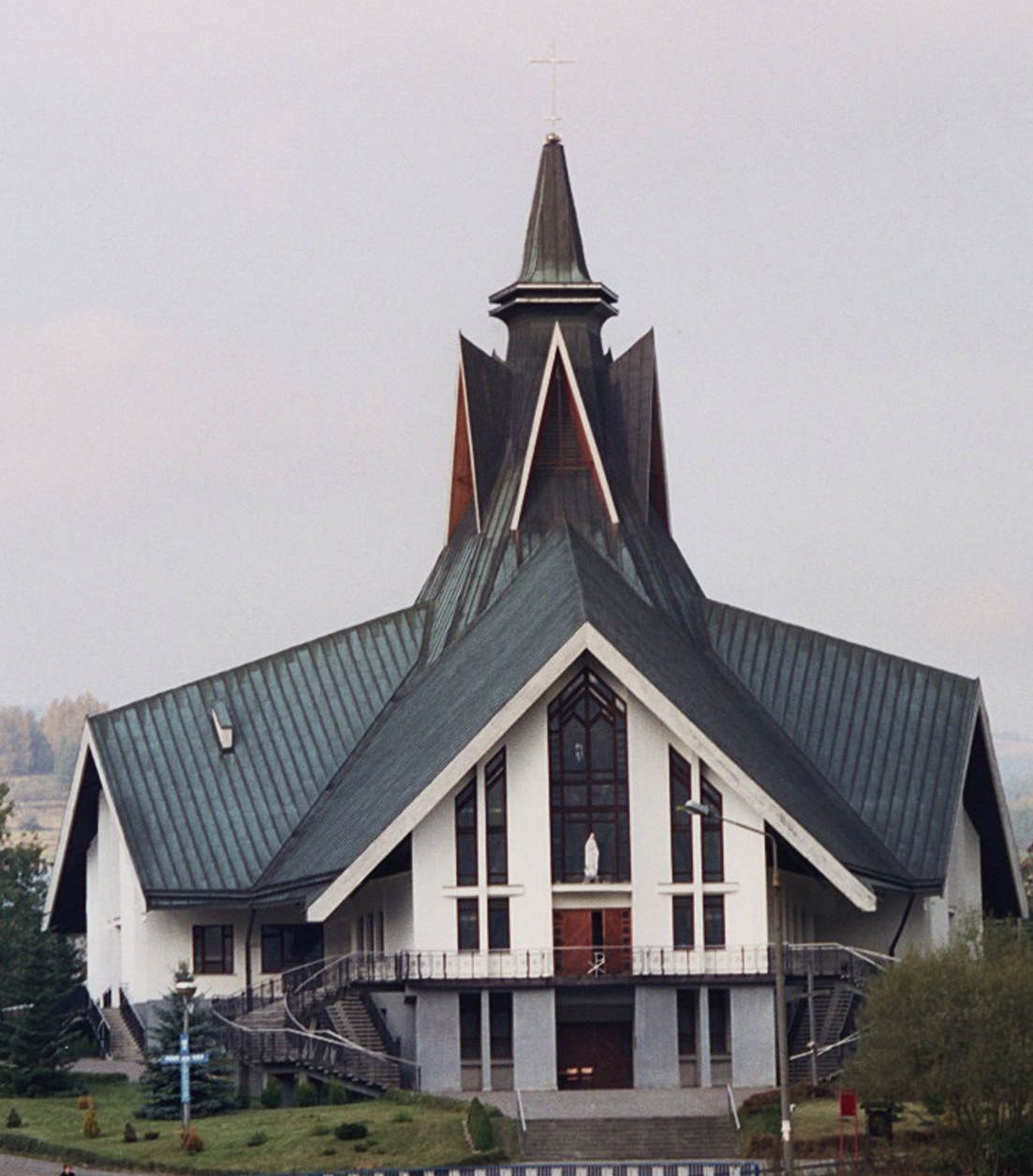
Kościół Serca Maryi (Kamesznica)
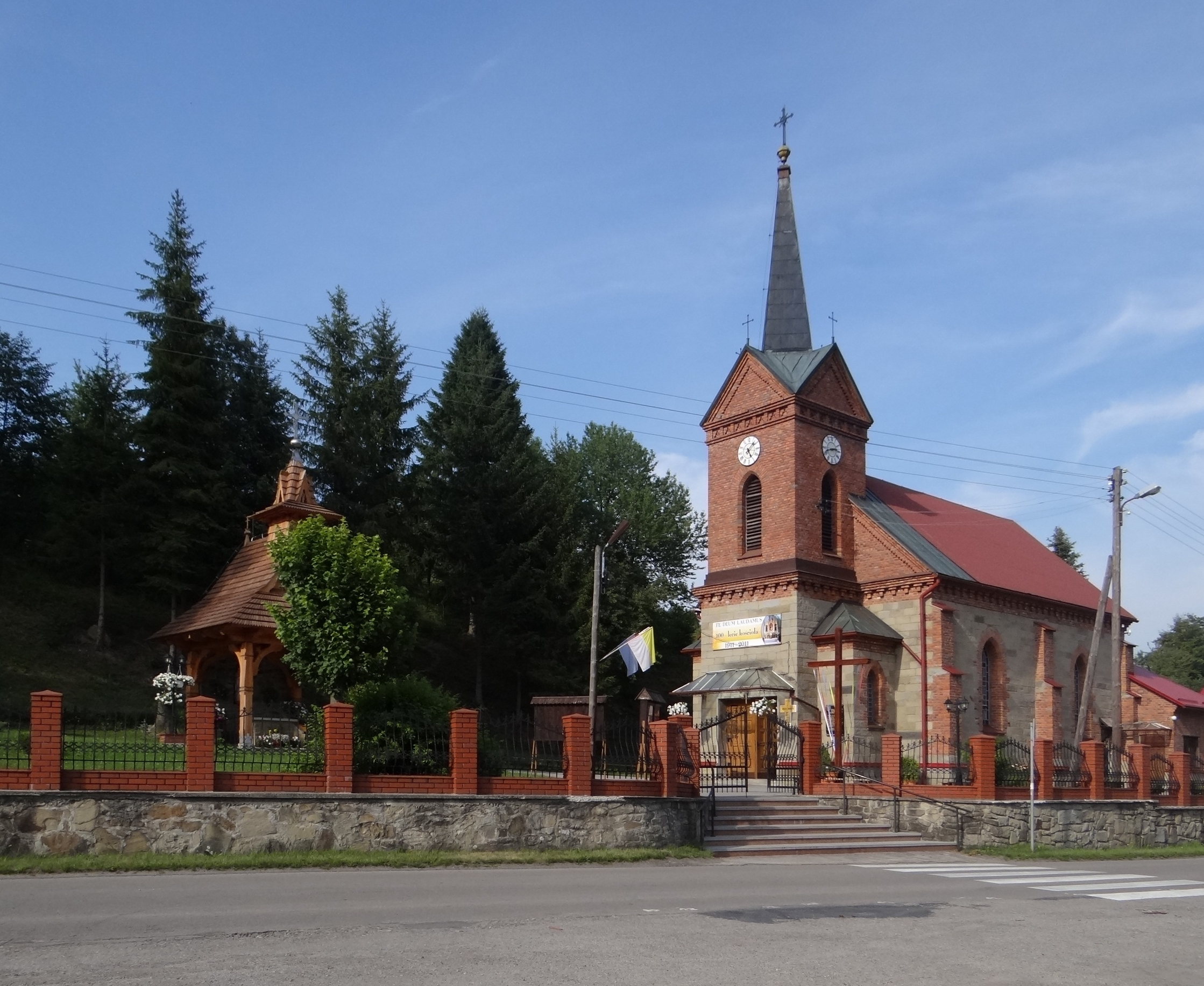
Kościół NMP Nieustającej Pomocy (Rycerka Górna)